# Nannostomus harrisoni
Nannostomus harrisoni är en fiskart som först beskrevs av Eigenmann, 1909.  Nannostomus harrisoni ingår i släktet Nannostomus och familjen Lebiasinidae. Inga underarter finns listade i Catalogue of Life.